# Rafael de La-Hoz Castanys
Rafael de La-Hoz Castanys (Córdoba, 1955) is een Spaanse architect. Hij werd geboren in een architectenfamilie in Córdoba. Zijn vader, Rafael de la Hoz Arderius en grootvader waren beiden ook architecten. Hij haalde zijn diploma aan de Hogere Technische School voor Architectuur van Madrid (ETSAM). In het jaar 2000 werd hij directeur van de architectuurfirma die door zijn grootvader was opgericht. 
Hij is vooral bekend voor zijn ontwerpen van hoofdkantoren van grote bedrijven. Zo heeft hij onder meer gewerkt in opdracht van Repsol, BMW, Ferrovial en Telefónica. Hij geeft als gastdocent regelmatig les op de Camilo José Cela Universiteit en de Internationale Universiteit van Catalonië.

## Galerij

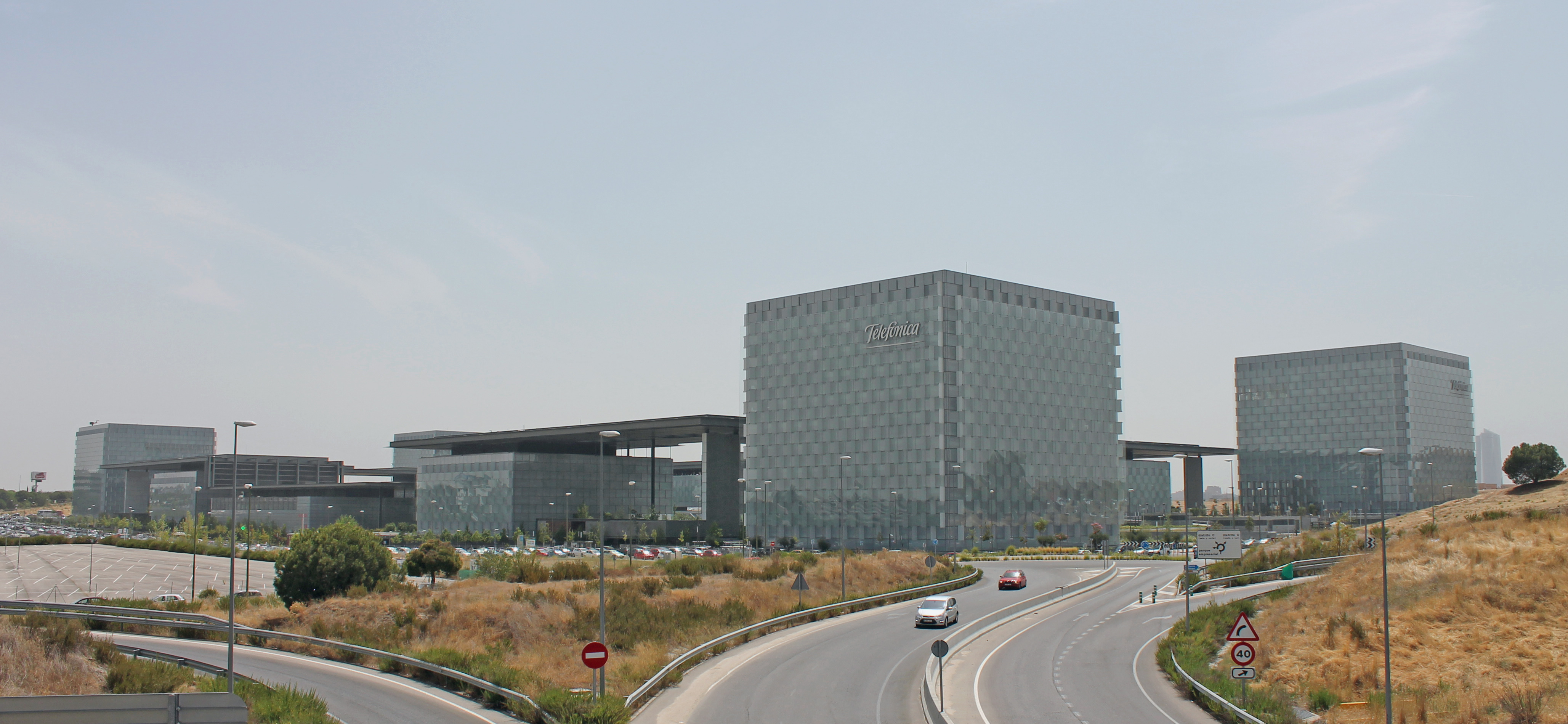
Distrito Telefónica in Madrid
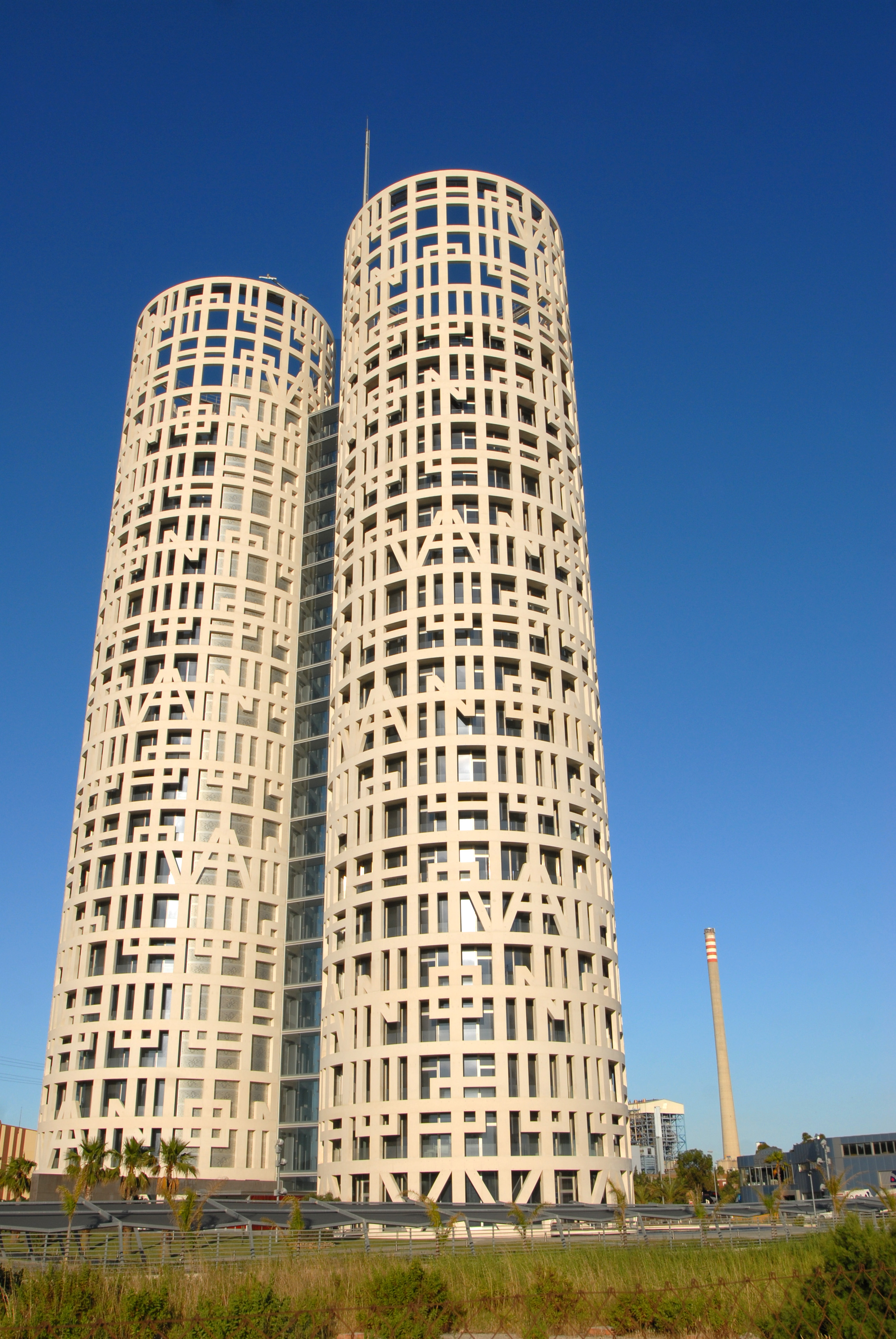
Torres de Hercules in Sevilla
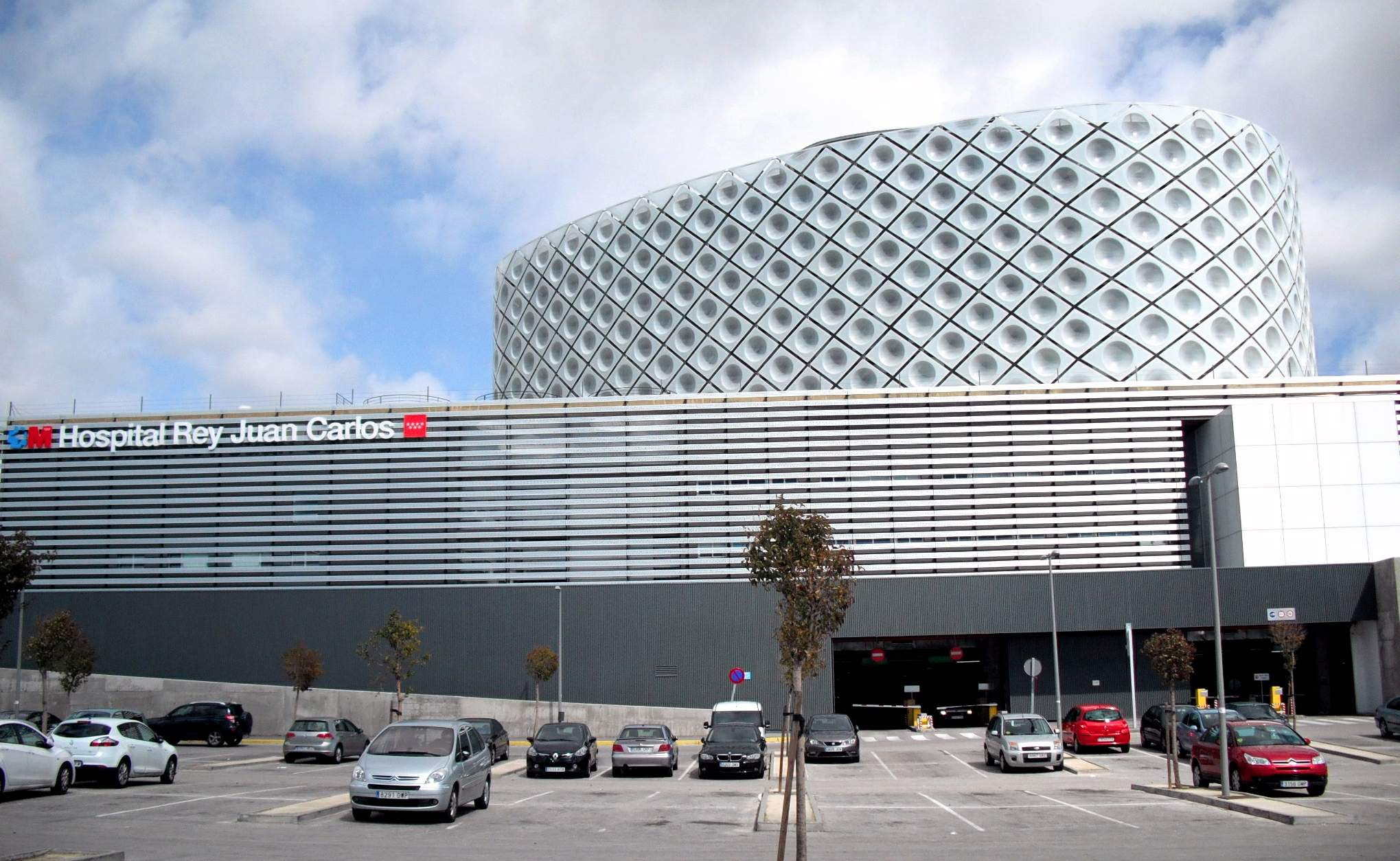
Hospital Universitario Rey Juan Carlos in Móstoles
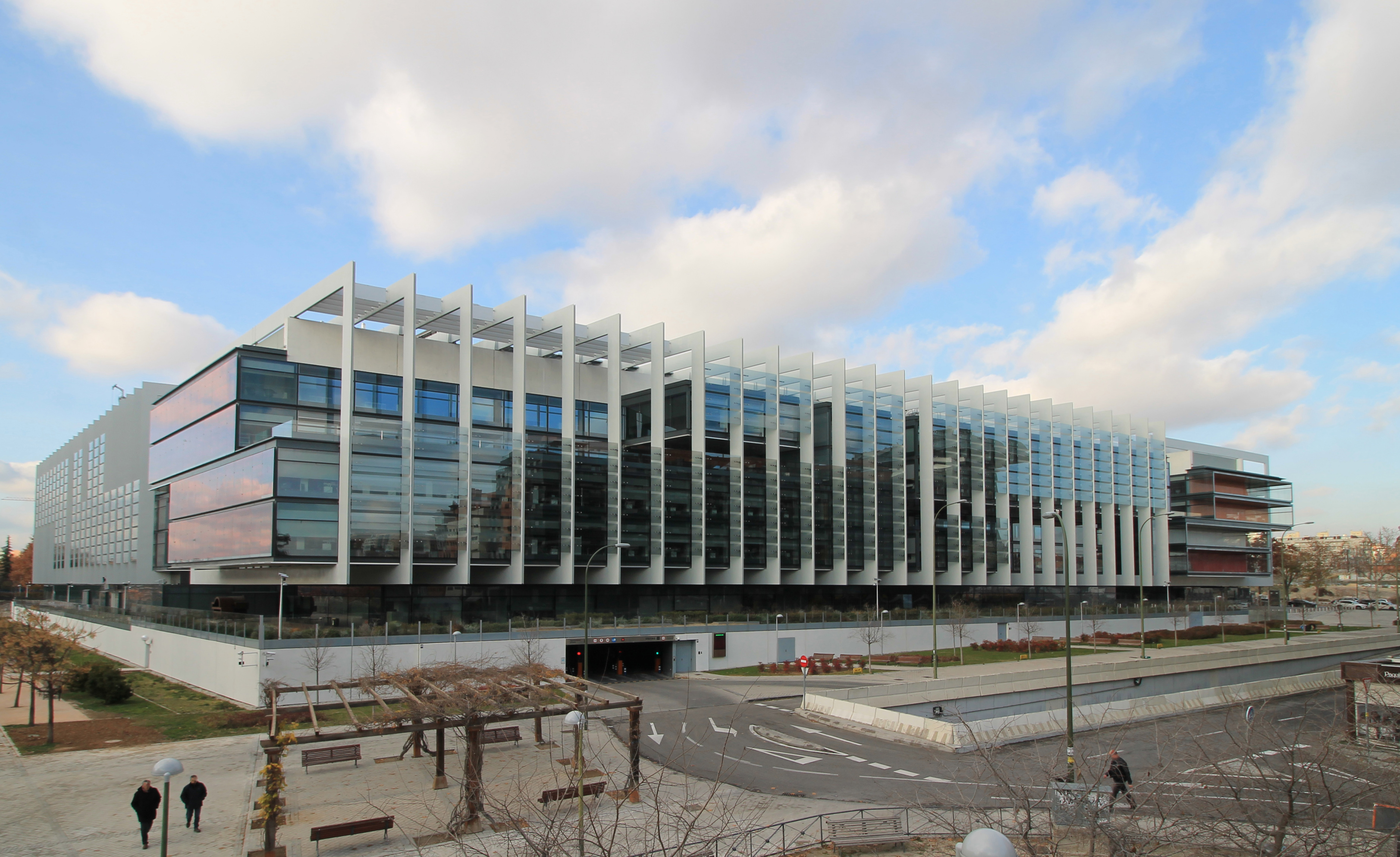
Repsol Campus in Madrid

- Biblioteca Nacional de España: XX1699556
- Gemeinsame Normdatei: 136349102
- Union List of Artist Names: 500070741
- Virtual International Authority File: 96174865